# Wohanka
Wohanka es una variedad cultivar de ciruelo (Prunus salicina), de las denominadas ciruelas japonesas (aunque las ciruelas japonesas en realidad se originaron en China, fueron llevadas a los EE. UU. a través de Japón en el siglo XIX).
Una variedad de ciruela obtenida por Hansen del "South Dakota Experiment Station", alrededor de 1908.
Las frutas de un tamaño mediano, siendo redondeada o ligeramente acordada, ligeramente asimétrica, tiene color de la piel rojo oscuro, y su pulpa de color verde, roja en el hueso, agradable, vivazmente subácida, muy bueno.

## Sinonimia
- "Wohanka Sand Cherry Hybrid".

## Historia
'Wohanka' es una variedad de ciruela encuadrada en el grupo de las "denominadas ciruelas japonesas" Prunus salicina. Obtenida por Hansen del "South Dakota Experiment Station", fruto del cruce de 'De Soto' (Prunus americana) como "Parental Madre" x el polen de 'Red June' (Prunus salicina) como "Parental Padre" en 1908. Fue introducida en los circuitos comerciales por los viveristas en 1909.
La variedad de ciruela 'Wohanka' está encuadrada según la mayor parte de la literatura, en el grupo de las "denominadas ciruelas japonesas" Prunus salicina.
La variedad de ciruela 'Wohanka' ha sido descrita por :1. S. Dak. Sta. Bul. 108. 1908.

## Características
'Wohanka' árbol muy fuerte, vigoroso, rechoncho, extendido. Tiene un tiempo de floración que comienza a partir del 19 de abril con el 10% de floración, para el 29 de abril tiene una floración completa (80%), y para el 5 de mayo tiene un 90% de caída de pétalos.
'Wohanka' tiene una talla de tamaño mediano, siendo redondeada o ligeramente acordada, ligeramente asimétrica; epidermis tiene una piel de color rojo oscuro, muy fina, libre de acidez, lenticelas  menudas, muy abundante, sutura visible, cavidad peduncular con hoyo pequeño, redondo, casi libre; pulpa de color verde, roja en el hueso, agradable, vivazmente subácida, muy bueno.
Hueso semi adherido, tamaño mediano, elíptico redondeado, ovalada, pegajosa.
Fruta de mitad de temporada. Su tiempo de recogida de cosecha se inicia en su maduración desde mediados de julio y primera de agosto. Para disfrutar su aroma y sabor plenamente es mejor comerla completamente madura.

## Cultivo
La ciruela 'Wohanka' está considerada como de gran calidad y es utilizada como ciruela de postre con fruta jugosa dulce, y bastante suave.